# Harry Potter et l'Ordre du Phénix
Cet article concerne le livre. Pour l'article sur le film, voir Harry Potter et l'Ordre du Phénix. Pour l'article sur le jeu vidéo, voir Harry Potter et l'Ordre du Phénix. Pour l'article sur l'organisation secrète, voir Ordre du Phénix.
Harry Potter et l'Ordre du Phénix (Harry Potter and the Order of the Phoenix) est le cinquième roman de la série littéraire Harry Potter créée par J. K. Rowling et centrée sur le personnage du même nom. Il a été publié le 3 décembre 2003 en France.
Quelques semaines après la renaissance de Voldemort, Harry et ses amis Ron et Hermione font leur entrée en 5e année à Poudlard, de plus en plus contrôlé par le ministère qui refuse de croire au retour du mage noir et fait en sorte de discréditer Albus Dumbledore. Dolores Ombrage, sous-secrétaire du ministre et nouveau professeur de défense contre les forces du mal, instaure une forme de régime dictatorial à Poudlard en interdisant aux élèves de s'exercer aux sortilèges de défense, autant que de répandre l'idée du retour de Voldemort. Hermione crée alors « l'armée de Dumbledore », une association d'élèves clandestine dans le but de se préparer aux dangers extérieurs. Les membres de l'Ordre du Phénix de leur côté, sous la direction de Dumbledore, se rassemblent régulièrement à Londres chez Sirius Black, pour organiser la défense du pays et l’éveil des consciences, tout en contrant les mesures instaurées par le ministère.

## Publication de l'œuvre

### Développement
Lors de la rédaction de cette cinquième histoire, J. K. Rowling avait déjà signé un contrat avec la Warner pour l'adaptation de l'ensemble de sa série (le contrat a été signé le jour de la sortie du premier tome aux États-Unis, en septembre 1998,).
Les fans de la série ont attendu trois ans entre la sortie du quatrième livre et celle du cinquième,. Avant la publication de L'Ordre du Phénix, 200 millions d'exemplaires des quatre premiers livres avaient déjà été vendus et traduits en 55 langues dans 200 pays. Comme la série était déjà un phénomène mondial, la sortie du livre a engendré de nouveaux enregistrements de pré-commande, avec des milliers de personnes en file d'attente hors des librairies le 20 juin 2003 pour être certains d'obtenir leur copie à minuit. Malgré la haute surveillance, des milliers d'exemplaires ont été volés dans un entrepôt six jours avant sa sortie.

### Publication
L'Ordre du Phénix est publié le 21 juin 2003. Il est le roman le plus imposant de la série, comportant près de 1031 pages dans sa version française de poche et 983 pages dans sa version française brochée. 
En un jour, près de 1,8 million d'exemplaires de L'Ordre du Phénix sont vendus. Ses pré-commandes sont dix fois plus élevées que pour le précédent volume, faisant du cinquième tome l’un des plus grands succès de l’histoire de l’édition. 
Un grand nombre de fans francophones n'attendent pas sa traduction, publiée quant à elle le 3 décembre 2003. Pour la première fois avec L'Ordre du Phénix, un livre anglais figure parmi les meilleures ventes de livres en France.

## L'histoire
Le roman comporte trente-huit chapitres. Dès le début de l'intrigue, le héros et le lecteur sont plongés dans le contexte du retour de Voldemort, survenu en fin d'année précédente. Tandis qu'Albus Dumbledore reforme un ancien groupe de personnes pour organiser la défense, le ministère de la magie refuse de son côté d'accepter le retour de Voldemort et fait en sorte de discréditer les propos de Harry (témoin direct des événements de l’année précédente) et de Dumbledore, notamment au moyen de médias populaires tels que la Gazette du sorcier.

### Résumé de l'intrigue

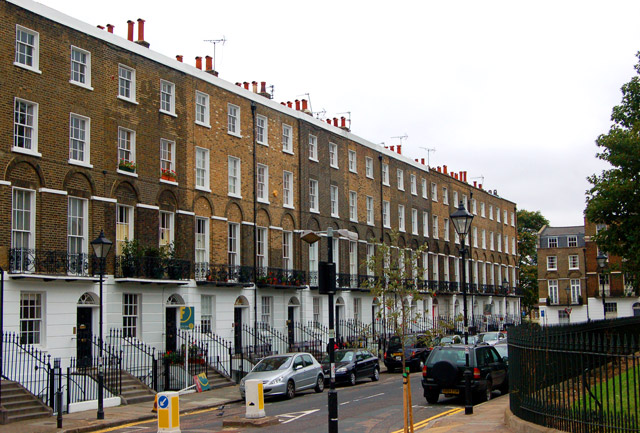
Square Grimmaurd, emplacement du QG de l'Ordre du Phénix à Londres, visible dans les films.

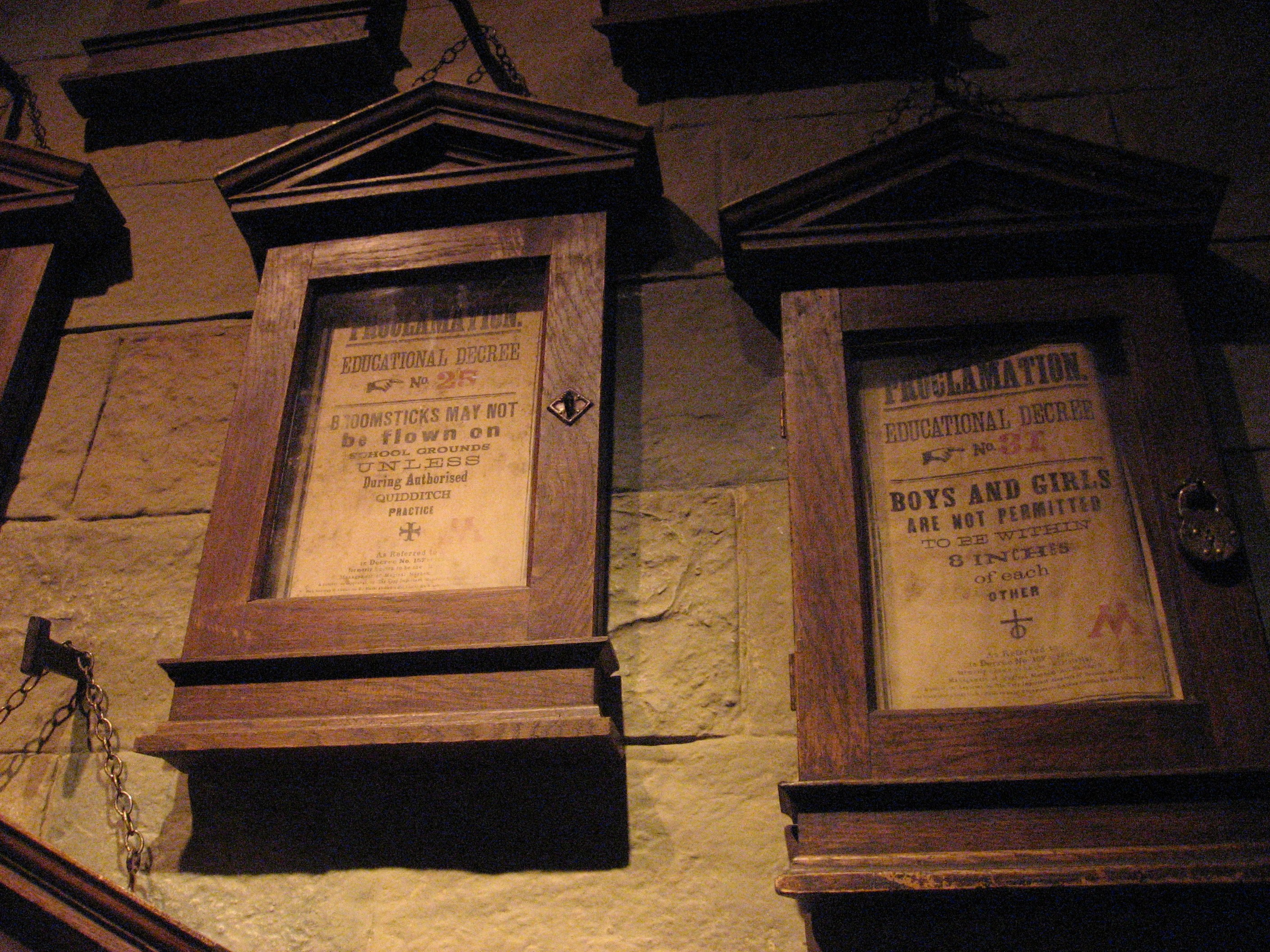
Décrets d'éducation affichés sur le mur du hall d'entrée dans les films.

Harry reçoit en fin d'été une convocation disciplinaire du ministère de la magie pour avoir fait usage de la magie à Little Whinging en présence de son cousin moldu. En attendant l'audience, il passe le reste de ses vacances au Square Grimmaurd avec Sirius Black, Hermione, Remus Lupin et la famille Weasley à l'endroit où est installé le QG de l'Ordre du Phénix, dont les membres tentent d'éveiller les consciences chez les autres sorciers et faire connaître publiquement le retour de Voldemort. Les charges pesant contre Harry durant son audience sont finalement abandonnées, grâce au témoignage de Mrs Figg, membre de l'Ordre et voisine des Dursley, et à l'intervention d'Albus Dumbledore.
De retour à Poudlard, les élèves découvrent que Dolores Ombrage, sous-secrétaire d'état du ministre et personne ayant assisté à l'audience de Harry, est le nouveau professeur de défense contre les forces du mal. En cours, cette dernière refuse de laisser ses élèves pratiquer la magie, ne leur faisant étudier que la théorie par la lecture des manuels, ce qui révolte Hermione et Harry. Harry reçoit des nombreuses heures de retenue de la part d'Ombrage pour son insubordination, et en particulier lorsqu'il insiste sur le retour de Voldemort. Ombrage trouve le moyen de contrôler l'école et l'autorité de Dumbledore en instaurant des décrets d'éducation. Par ailleurs, Percy Weasley envoie une lettre à son frère Ron, où il lui recommande de suivre Ombrage et d'abandonner Harry. Elle est nommée Grande Inquisitrice de Poudlard par le ministre de la Magie, procède à des inspections des différents professeurs et forme une brigade inquisitoriale avec quelques élèves volontaires (essentiellement de Serpentard) tenus de surveiller et rendre compte du comportement des autres élèves. Hermione a alors l'idée de créer une organisation, nommée « Armée de Dumbledore » (ou « AD ») pour apprendre et surtout pratiquer la défense contre les forces du mal à l'insu de Dolores Ombrage. Elle suggère que Harry soit leur professeur. Une trentaine d'élèves se réunissent ainsi régulièrement dans la Salle sur Demande, où ils peuvent s'entraîner discrètement.
Redoutant la connexion qui existe depuis quatorze ans entre l'esprit de Harry et celui de Voldemort, Dumbledore demande à Severus Rogue de donner des leçons d'occlumancie à Harry, pour lui permettre de fermer son esprit. Mais l'animosité de Harry envers Rogue, et la haine réciproque que ce dernier lui porte, font que leurs leçons demeurent infructueuses. Ombrage découvre en fin d'année l'existence du groupe clandestin. Harry et d'autres membres de l'A.D sont arrêtés et interrogés en présence de Dumbledore, qui endosse alors toute responsabilité ; permettant à Harry et aux autres membres de ne pas se faire renvoyer de Poudlard. Dumbledore est contraint de s'enfuir pour ne pas être détenu à la prison d'Azkaban. Ombrage prend sa place et devient directrice de Poudlard.
Harry aperçoit dans son esprit son parrain se faire torturer par Voldemort au ministère. Il tente aussitôt d'avertir l'Ordre. Retenu un temps par Ombrage, il prévient Severus Rogue en dernier recours, par un langage codé, que Sirius a été capturé alors que le professeur apparaît dans le bureau d'Ombrage. Rogue, qui devine que Harry s'est fait piéger, fait semblant de ne pas comprendre ses allusions devant Ombrage mais prévient rapidement l'Ordre de ses intentions.
Ron, Hermione, Neville Londubat, Ginny et Luna Lovegood accompagnent Harry au ministère. À la recherche de Sirius, Harry découvre dans l'une des salles une étrange sphère à son nom mais n'a pas le temps de l'étudier davantage car des mangemorts émergent de l'obscurité. Au moment où ils sont pris au piège, Remus Lupin, Sirius, Tonks, Kingsley Shacklebolt et Maugrey, prévenus par Rogue, font irruption dans la pièce. Ils se livrent à une bataille contre les mangemorts, au cours de laquelle Bellatrix Lestrange tue Sirius, qui traverse le voile d'une arcade en pierre. Dans le chaos général, la sphère finit par se briser, mais personne ne peut entendre le contenu de la prophétie dans le vacarme. Dumbledore arrive à temps pour neutraliser les mangemorts. Un duel l'oppose à Voldemort et Harry est mis à l'écart du combat. Voldemort et Lestrange prennent la fuite à l'arrivée du ministre de la magie. De retour à Poudlard, Dumbledore fait entendre à Harry le contenu de la prophétie de Sibylle Trelawney, qu'il a lui-même entendu peu avant la naissance du garçon. Cette prophétie désigne Harry comme la seule personne à avoir une chance de vaincre définitivement Voldemort. Après les événements du ministère, le ministre Cornelius Fudge admet le retour de Voldemort et Dumbledore retrouve son poste à Poudlard. La deuxième guerre commence.

### Chronologie
- 1995 :
  - 2 août 1995 : Harry est attaqué par des Détraqueurs à Little Whinging[13].
  - 12 août 1995 : Harry passe une audience disciplinaire au ministère de la Magie[13].
  - 8 septembre[26] 1995 : Dolores Ombrage, sous-secrétaire auprès du ministre de la Magie, est nommée par ce dernier Grande Inquisitrice de Poudlard, autorisée à y exercer un contrôle strict[16]. Harry fait l'objet de punitions douloureuses pour sa persistance à vouloir informer les autres élèves du retour de Voldemort.
  - Début octobre[26] 1995 : Hermione fonde l'Armée de Dumbledore.
- 1996 :
  - 17 juin[26] 1996 : bataille au département des mystères. Mort de Sirius Black à l'âge de 36 ans[27]. Le ministre Cornelius Fudge a le temps d'apercevoir lui-même Voldemort avant que ce dernier ne prenne la fuite.
  - Été 1996 : Cornelius Fudge démissionne et est remplacé par Rufus Scrimgeour.

## Principaux personnages
- Harry Potter : orphelin et héros de l'histoire. Il tente en vain de convaincre le ministère de la magie et les autres élèves de Poudlard de sa bonne foi et du retour de Voldemort.
- Ronald "Ron" Weasley : ami de Harry et d'Hermione. Dans ce tome, il est nommé préfet de Gryffondor et soutient l'idée d'Hermione de créer une association d'étudiants clandestine pour pratiquer les sorts de défense.
- Hermione Granger : amie studieuse de Harry et de Ron, également nommée préfète. Elle a l'idée de créer l'Armée de Dumbledore (A.D.), consciente que Voldemort élabore ses projets de son côté et qu'il devient urgent d'apprendre à se défendre. Elle oblige également la journaliste Rita Skeeter à publier une interview détaillée de Harry au sujet du retour de Voldemort, poussant Ombrage à censurer le journal et à le rendre de ce fait encore plus populaire.
- Dolores Ombrage : sous-secrétaire du ministre de la magie et nouvelle enseignante de défense contre les forces du Mal. Elle est particulièrement stricte et impose de nombreux décrets au cours de l'année, visant à surveiller étroitement tout mouvement d'élèves ou décision d'autres professeurs.
- Sirius Black : prisonnier en fuite et parrain de Harry Potter. Il fait de son domicile londonien, le 12 square Grimmaurd le quartier général de l'Ordre du Phénix et y accueille Harry, Hermione et les Weasley durant les vacances scolaires.
- Albus Dumbledore : directeur de Poudlard et fondateur de l’Ordre du Phénix. Dans cet épisode, il se tient à distance de Harry afin de se protéger de Voldemort (qui en vient à manipuler l’esprit du garçon). Il fait en sorte de maintenir le calme à Poudlard et de tenir tête à la Grande inquisitrice nommée par le ministre.
- Severus Rogue : professeur de potions à Poudlard, devenu membre de l'Ordre. À la demande de Dumbledore, Rogue est chargé de donner des leçons d'occlumancie à Harry durant l’année afin de l'aider à contrôler son esprit contre l'influence de Voldemort.
- Remus Lupin : ancien professeur de Harry, Ron et Hermione, devenu membre de l'Ordre. C'est également, tout comme Sirius Black, un ancien ami des parents de Harry. Il vient chercher ce dernier chez les Dursley peu avant la rentrée pour l'escorter jusqu'au quartier général.
- Rubeus Hagrid : garde-chasse de Poudlard et professeur de soins aux créatures magiques. C'est un ami du trio principal. Il les invite souvent à boire le thé dans sa cabane. Dans cet épisode, il s'absente en début d'année pour rallier la communauté des géants à la cause de l'Ordre. Il ramène son demi-frère à Poudlard.

## Accueil
En 2004, le livre a été cité par l'American Library Association comme meilleur livre pour les jeunes adultes ainsi que comme livre notable,. Il a également reçu la médaille d'or Oppenheim Toy Portfolio 2004 et plusieurs autres récompenses.
Le roman a été bien accueilli par les critiques. Deirdre Donahue de USA Today a loué J. K. Rowling pour son imagination. La plupart des critiques négatives concernent la violence contenue dans le roman et les problèmes de moralité qui se produiraient tout au long de l'intrigue.
John Leonard du New York Times a fait l'éloge du roman en disant : « L'Ordre du Phénix commence lentement, prend de la vitesse, puis fait du skateboard jusqu'à sa conclusion furieuse... Alors que Harry grandit, Rowling s'améliore ». Cependant, il critique aussi « la tonalité unique de Drago Malefoy » et le côté prévisible de Lord Voldemort.